# سانتياغو بيليني
سانتياغو بيليني (بالإسبانية: Santiago Bellini)‏ هو لاعب كرة قدم أوروغواياني، ولد في 19 سبتمبر 1996 في لاس بيدراس ‏ في الأوروغواي. لعب مع مونتيفيديو واندررز.

## وصلات خارجية
- سانتياغو بيليني على موقع قاعدة بيانات كرة القدم.إي يو (الإنجليزية)
- سانتياغو بيليني على موقع Soccerway.com (الإنجليزية)
- سانتياغو بيليني على موقع AS.com (الإسبانية)